# Panaki Island
Panaki Island ist eine kleine Insel im Norden der Nordinsel von Neuseeland.

## Geographie
Panaki Island ist Teil der Inselgruppe der Cavalli Islands und befindet sich rund 840 m nördlich von Motukawanui Island, der Hauptinsel der Gruppe, die sich im Nordosten von [[Northland (Neuseeland)|Northland]] befindet. Die 64 m hohe Insel besitzt eine Länge von rund 655 m in Ost-West-Richtung und eine maximale Breite von rund 325 m in Nord-Süd-Richtung. Ihre Fläche beträgt rund 13,5 Hektar.
Westlich von Panaki Island befindet sich in nur 60 m Entfernung die rund 55 m hohe Nachbarinsel Hamaruru Island und in östlicher Richtung in einer Distanz vom rund 630 m die Insel Nukutaunga Island. Eine weitere in Rufweite befindliche Insel ist Haraweka Island, die rund 400 m südsüdöstlich zu finden ist.